# Svaipa sameby
Svaipa sameby är en fjällsameby i Norrbottens län.
Samebyn har sina åretruntmarker i Arjeplogs kommun, och vinterbetesmarker i kommunerna Skellefteå, Umeå och Vindeln. Samebyn, som består av 15 renskötande företag, har en areal på 4 513 kvadratkilometer.
Ordförande (2021) är Tomas Nutti.

## Historia
Byn ingick i Arjeplogs lappby fram till 1946, då denna delades upp och den fjällsamiska delen fick sitt nuvarande namn efter fjället Svaipa som är centralt beläget i det gamla höst- och vårlandet.

## Personer från Svaipa sameby
- Gustav Park